# Ardennes Fury
Ardennes Fury è un film del 2014 diretto da Joseph J. Lawson. 
Pellicola statunitense, mockbuster del film Fury.

## Trama
Mentre i nazisti intraprendono la loro campagna Battle of the Bulge, alla fine del 1944, un'unità di carri armati americani rimane intrappolata dietro le linee nemiche. L'operazione Ardennes Fury degli alleati sta per iniziare quando il combattente del carro armato si muove per salvare bambini e suore da un orfanotrofio vicino.